# Георги Юруков (издател)
Георги Данаилов Юруков е български книгоиздател. От 1918 година оглавява библиотека „Мозайка от знаменити съвременни романи“, основана през 1909 година от С. Д. Юрукова.
Роден е в Брацигово в голям род по произход от Костурско.